# ミヤコジマツルマメ

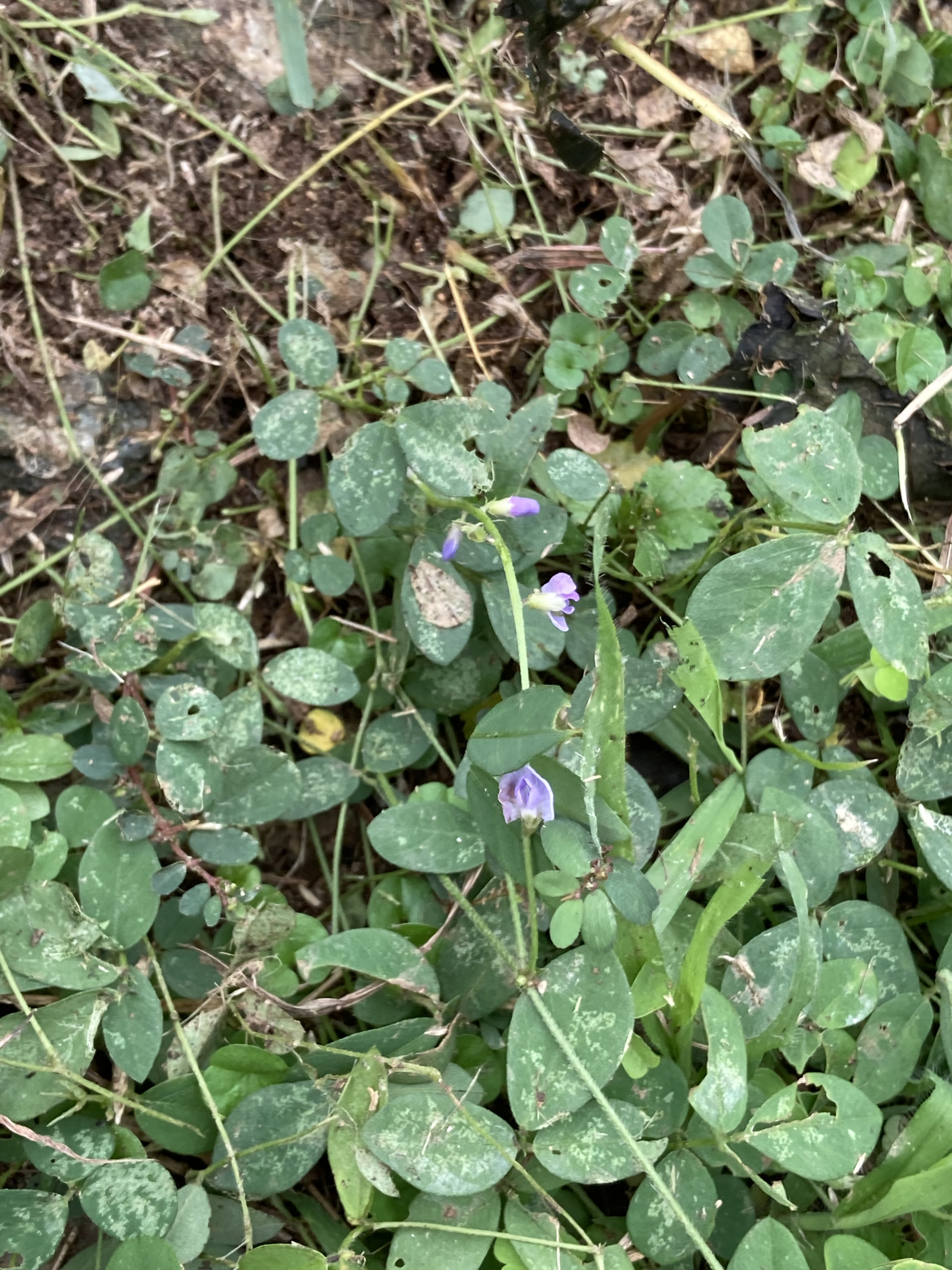
ミヤコジマツルマメの生育状況（沖縄県石垣市平久保　平久保崎駐車場にて撮影）

ミヤコジマツルマメ（宮古島蔓豆、学名：Glycine koidzumii）は、マメ科ダイズ属のつる性多年生草本。Glycine tabacina auct. non (Labill.) Benth.　はシノニム。

## 特徴
草丈20–30 cm、葉は互生し、長い柄をもつ３出複葉、小葉は狭長楕円形～倒卵状長楕円形で、長さ1.2～2 cm。花は長さ3–8 cmの総状花序となり、長さ8–10 mmほどの紅紫色～青紫色の蝶形花を秋に咲かせる。通常の花（開放花）の他に閉鎖花もつける。

## 分布と生育環境
宮古島、来間島、伊良部島、下地島、石垣島、黒島。海岸の岩場等に生育する。先島諸島の固有種だが、ボウコツルマメG. tabacina などの近縁種との関係を考慮すると、かつてはアジア東南部に広く分布したものが、海崖の風衝草原に遺存的に残った可能性が考えられる。琉球列島の植物相の成立史を解明する手がかりとなる貴重な植物の一つである。

## 利用
環境省カテゴリー絶滅危惧II類（VU）、沖縄県カテゴリー準絶滅危惧（NT）。竹富町希少野生動植物種。